# Manuel Ugaz
Manuel Ugaz Nemotto (Trujillo, La Libertad, 21 de junio de 1981) es un exfutbolista peruano. Jugaba de lateral derecho y tiene 43 años.

## Trayectoria
Jugó en el 2011 en César Vallejo donde participó de la Copa Sudamericana 2011 y estuvo a punto de descender.

## Política
Ugaz será candidato al Congreso con Renovación Popular en las elecciones generales de Perú de 2021.

## Clubes
| Club                      | País | Año         |
| ------------------------- | ---- | ----------- |
| Club Libertad de Trujillo | Perú | 1996        |
| Deportivo EVR De Trujillo | Perú | 1997-1999   |
| Deportivo UPAO            | Perú | 2000        |
| Coopsol Trujillo          | Perú | 2001-2002   |
| Sport Coopsol             | Perú | 2003        |
| Universidad San Martín    | Perú | 2004-2007   |
| Universidad César Vallejo | Perú | 2008-2011   |
| Juan Aurich               | Perú | 2012        |
| León de Huánuco           | Perú | 2013        |
| Cienciano                 | Perú | 2013        |
| Carlos A. Mannucci        | Perú | 2014        |
| Real Garcilaso            | Perú | 2014        |
| Deportivo Municipal       | Perú | 2015 - 2016 |
| Ayacucho F. C.            | Perú | 2017        |
| Carlos A. Mannucci        | Perú | 2017        |
| Unión Huaral              | Perú | 2018        |
| Deportivo Coopsol         | Perú | 2019        |

## Palmarés

### Campeonatos nacionales
| Título                    | Club                   | País | Año  |
| ------------------------- | ---------------------- | ---- | ---- |
| Segunda División del Perú | Sport Coopsol          | Perú | 2003 |
| Primera División del Perú | Universidad San Martín | Perú | 2007 |